# Division 1 Féminine 2020-21
Division 1 Féminine 2020-21 sæsonen er den 47. udgave, siden ligaens etablering. Lyon er forsvarende mestre, de har vundet titlen i fjorten sæsoner på rad før denne.

## Resultater

### Oversigt
| Pos | Hold                | K  | V  | U | T  | M+ | M- | MF  | P  | Kvalifikation eller nedrykning                                |
| --- | ------------------- | -- | -- | - | -- | -- | -- | --- | -- | ------------------------------------------------------------- |
| 1   | Paris Saint-Germain | 22 | 20 | 2 | 0  | 83 | 4  | +79 | 62 | Kvalifikation til Champions League gruppespil                 |
| 2   | Lyon                | 22 | 20 | 1 | 1  | 78 | 6  | +72 | 61 | Kvalifikation til Champions League Anden kvalifikationsrunde  |
| 3   | Bordeaux            | 22 | 14 | 2 | 6  | 50 | 23 | +27 | 44 | Kvalifikation til Champions League Første kvalifikationsrunde |
| 4   | Paris FC            | 22 | 11 | 4 | 7  | 39 | 29 | +10 | 37 |                                                               |
| 5   | Guingamp            | 22 | 9  | 4 | 9  | 29 | 32 | −3  | 31 |                                                               |
| 6   | Reims               | 22 | 9  | 3 | 10 | 34 | 42 | −8  | 30 |                                                               |
| 7   | Montpellier         | 22 | 9  | 3 | 10 | 27 | 35 | −8  | 30 |                                                               |
| 8   | Dijon               | 22 | 8  | 2 | 12 | 24 | 37 | −13 | 26 |                                                               |
| 9   | Fleury              | 22 | 7  | 4 | 11 | 18 | 42 | −24 | 25 |                                                               |
| 10  | Soyaux              | 22 | 5  | 2 | 15 | 15 | 46 | −31 | 17 |                                                               |
| 11  | Issy                | 22 | 3  | 1 | 18 | 11 | 77 | −66 | 10 | Nedrykning til Division 2 Féminine 2021–22                    |
| 12  | Le Havre            | 22 | 2  | 2 | 18 | 14 | 49 | −35 | 8  | Nedrykning til Division 2 Féminine 2021–22                    |

## Sæsonstatistik

### Topscorere
Pr. 5. juni 2021
| Nr. | Spiller                 | Klub                | Mål |
| --- | ----------------------- | ------------------- | --- |
| 1   | Khadija Shaw            | Bordeaux            | 22  |
| 2   | Marie-Antoinette Katoto | Paris Saint-Germain | 21  |
| 3   | Kadidiatou Diani        | Paris Saint-Germain | 13  |
| 3   | Clara Matéo             | Paris FC            | 13  |
| 3   | Nikita Parris           | Lyon                | 13  |
| 6   | Faustine Robert         | Guingamp            | 11  |
| 6   | Évelyne Viens           | Paris FC            | 11  |
| 8   | Mélissa Gomes           | Reims               | 10  |
| 8   | Amel Majri              | Lyon                | 10  |
| 8   | Nadia Nadim             | Paris Saint-Germain | 10  |
| 8   | Wendie Renard           | Lyon                | 10  |

### Flest assists
Pr. 5. juni 2021
| Nr. | Spiller                 | Klub                | Assists |
| --- | ----------------------- | ------------------- | ------- |
| 1   | Dzsenifer Marozsán      | Lyon                | 15      |
| 2   | Sandy Baltimore         | Paris Saint-Germain | 12      |
| 3   | Kadidiatou Diani        | Paris Saint-Germain | 9       |
| 4   | Sara Däbritz            | Paris Saint-Germain | 8       |
| 4   | Marie-Antoinette Katoto | Paris Saint-Germain | 8       |
| 6   | Delphine Cascarino      | Lyon                | 7       |
| 6   | Louise Fleury           | Guingamp            | 7       |
| 6   | Khadija Shaw            | Bordeaux            | 7       |
| 6   | Katja Snoeijs           | Bordeaux            | 7       |
| 6   | Gaëtane Thiney          | Paris FC            | 7       |

### Flest rent mål
Pr. 5. juni 2021
| Nr. | Spiller              | Klub                | Rent mål |
| --- | -------------------- | ------------------- | -------- |
| 1   | Christiane Endler    | Paris Saint-Germain | 19       |
| 2   | Sarah Bouhaddi       | Lyon                | 14       |
| 3   | Anna Moorhouse       | Bordeaux            | 10       |
| 4   | Solène Durand        | Guingamp            | 8        |
| 5   | Chiamaka Nnadozie    | Paris FC            | 7        |
| 6   | Romane Munich        | Soyaux              | 6        |
| 7   | Manon Heil           | Fleury              | 5        |
| 7   | Phallon Tullis-Joyce | Reims               | 5        |
| 9   | Laëtitia Philippe    | Fleury/Issy         | 4        |
| 9   | Lisa Schmitz         | Montpellier         | 4        |

### Hat-tricks
| Spiller                  | Klub                | Mod      | Resultat | Dato              |
| ------------------------ | ------------------- | -------- | -------- | ----------------- |
| Kadidiatou Diani         | Paris Saint-Germain | Guingamp | 4–1 (H)  | 5. september 2020 |
| Sonia Ouchène            | Reims               | Issy     | 7–1 (H)  | 3. oktober 2020   |
| Khadija Shaw4            | Bordeaux            | Fleury   | 6–1 (H)  | 10. oktober 2020  |
| Evelyne Viens            | Paris FC            | Issy     | 5–0 (H)  | 10. oktober 2020  |
| Clara Matéo              | Paris FC            | Reims    | 3–1 (H)  | 31. oktober 2020  |
| Khadija Shaw             | Bordeaux            | Dijon    | 5–1 (H)  | 31. oktober 2020  |
| Nadia Nadim7             | Paris Saint-Germain | Issy     | 14–0 (A) | 14. november 2020 |
| Nikita Parris4           | Lyon                | Issy     | 9–0 (H)  | 12. december 2020 |
| Amel Majri               | Lyon                | Issy     | 9–0 (H)  | 12. december 2020 |
| Marie-Antoinette Katoto4 | Paris Saint-Germain | Le Havre | 5–0 (H)  | 13. december 2020 |
| Khadija Shaw             | Bordeaux            | Reims    | 7–1 (H)  | 23. januar 2021   |
| Maëlle Garbino           | Bordeaux            | Le Havre | 6–0 (H)  | 27. februar 2021  |
| Marie-Antoinette Katoto  | Paris Saint-Germain | Soyaux   | 7–0 (H)  | 4. april 2021     |

- 4 Spiller scorede fire mål.
- 7 Spiller scorede syv mål.

## Hæder

### Månedens spiller
| Måned          | Vinder                                        | Nominerede                                    |
| -------------- | --------------------------------------------- | --------------------------------------------- |
| September 2020 | Kadidiatou Diani (Paris Saint-Germain)        | Ellie Carpenter (Lyon)                        |
| September 2020 | Kadidiatou Diani (Paris Saint-Germain)        | Rose Lavaud (Dijon)                           |
| Oktober 2020   | Khadija Shaw (Bordeaux)                       | Sandy Baltimore (Paris Saint-Germain)         |
| Oktober 2020   | Khadija Shaw (Bordeaux)                       | Clara Matéo (Paris FC)                        |
| November 2020  | Marie-Antoinette Katoto (Paris Saint-Germain) | Kadidiatou Diani (Paris Saint-Germain)        |
| November 2020  | Marie-Antoinette Katoto (Paris Saint-Germain) | Nadia Nadim (Paris Saint-Germain)             |
| December 2020  | Marie-Antoinette Katoto (Paris Saint-Germain) | Amel Majri (Lyon)                             |
| December 2020  | Marie-Antoinette Katoto (Paris Saint-Germain) | Khadija Shaw (Bordeaux)                       |
| Januar 2021    | Khadija Shaw (Bordeaux)                       | Sh'nia Gordon (Dijon)                         |
| Januar 2021    | Khadija Shaw (Bordeaux)                       | Wendie Renard (Lyon)                          |
| Februar 2021   | Maëlle Garbino (Bordeaux)                     | Sandy Baltimore (Paris Saint-Germain)         |
| Februar 2021   | Maëlle Garbino (Bordeaux)                     | Solène Durand (Guingamp)                      |
| Marts 2021     | Melissa Herrera (Reims)                       | Melvine Malard (Lyon)                         |
| Marts 2021     | Melissa Herrera (Reims)                       | Irene Paredes (Paris Saint-Germain)           |
| April 2021     | Melissa Herrera (Reims)                       | Grace Geyoro (Paris Saint-Germain)            |
| April 2021     | Melissa Herrera (Reims)                       | Marie-Antoinette Katoto (Paris Saint-Germain) |